# Court Tomb von Cleggan

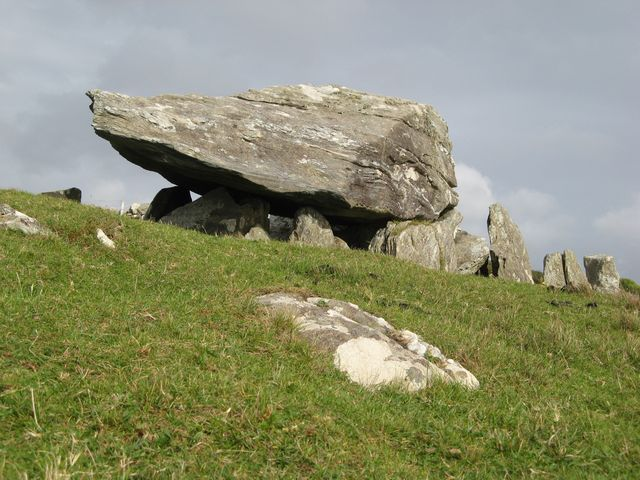
Court Tomb von Cleggan

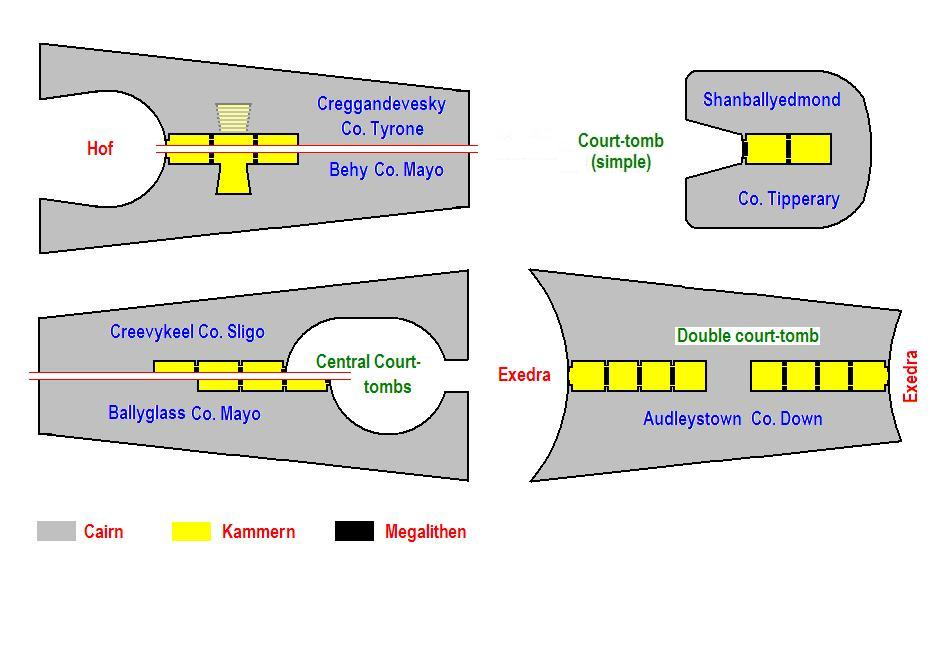
Formen von Court Tombs

Das Court Tomb von Cleggan  (irisch An Cloigeann) ist eine Megalithanlage an der Cleggan Bay, nordöstlich von Cleggan in Connemara im County Galway in Irland. Court Tombs gehören zu den megalithischen Kammergräbern (englisch chambered tombs) in Irland und Großbritannien. Sie werden mit etwa 400 Exemplaren größtenteils in Ulster im Norden der Republik Irland und in Nordirland gefunden. Der Begriff Court Tomb wurde 1960 von dem irischen Archäologen Ruaidhrí de Valera eingeführt.
Von dem Court Tomb ist nur die Galerie erhalten, die aus drei Nordwest-Südost orientierten Kammern besteht. Über der mittleren Kammer liegt ein großer Deckstein. Der fehlende Hof (englisch court) lag im Südosten. 
In der Nähe liegt die Megalithanlage von Knockbrack (vermutlich ein Wedge Tomb).